# Anna Białokurowa
Anna Białokurowa (ur. 1897, zm. 24 maja 1942) – polonistka, nauczycielka w gimnazjum im. Królowej Jadwigi w Warszawie.
Czynna przed wojną w Związku Obrony Kresów Zachodnich, w czasie okupacji w Związku Walki Zbrojnej, uczestniczka tajnego nauczania. Aresztowana w końcu kwietnia 1942 roku wraz z mężem generałem w stanie spoczynku doktorem medycyny Franciszkiem Białokurem oraz grupą uczennic, uczestniczek tajnego kompletu. Przywieziona na Pawiak w kwietniu 1942 roku, osadzona na Serbii.
Popełniła samobójstwo w szpitalu więziennym.